# Vernantes
Vernantes é uma comuna francesa na região administrativa da Pays de la Loire, no departamento de Maine-et-Loire. Estende-se por uma área de 40,77 km². Em 2010 a comuna tinha 2 030 habitantes (densidade: 49,8 hab./km²).